# Rhexophiale
Rhexophiale är ett släkte av lavar som beskrevs av Theodor 'Thore' Magnus Fries. Rhexophiale ingår i familjen Gomphillaceae, ordningen Ostropales, klassen Lecanoromycetes, divisionen sporsäcksvampar och riket svampar.
Släktet innehåller bara arten Rhexophiale rhexoblephara.